# Georg Engström (1865–1931)

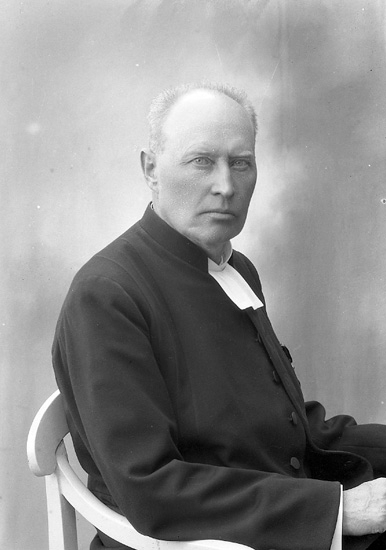
Georg Engström (1927).

Ferdinand Georg Engström, född 28 augusti 1865 i Styrsö församling, Göteborgs och Bohus län, död 28 augusti 1931 i Skee församling, Göteborgs och Bohus län, var en svensk präst. 
Engström blev student vid Uppsala universitet 1885 och prästvigdes 1895. Han var pastorsadjunkt i Adolf Fredriks församling i Stockholm 1898–1899, föreståndare och första lärare vid Göteborgs stads barnhus 1900–1906 och amanuens vid Göteborgs stifts domkapitel 1901–1906. Han blev komminister i Lurs församling 1906, kyrkoherde i Skee församling 1911 och kontraktsprost i Vikornes norra kontrakt 1913. Han blev ordförande i styrelsen för Strömstads samskola 1922 och inspektor vid Strömstads samrealskola 1929. Han var ledamot av riksdagens andra kammare 1911.